# 阿松森省

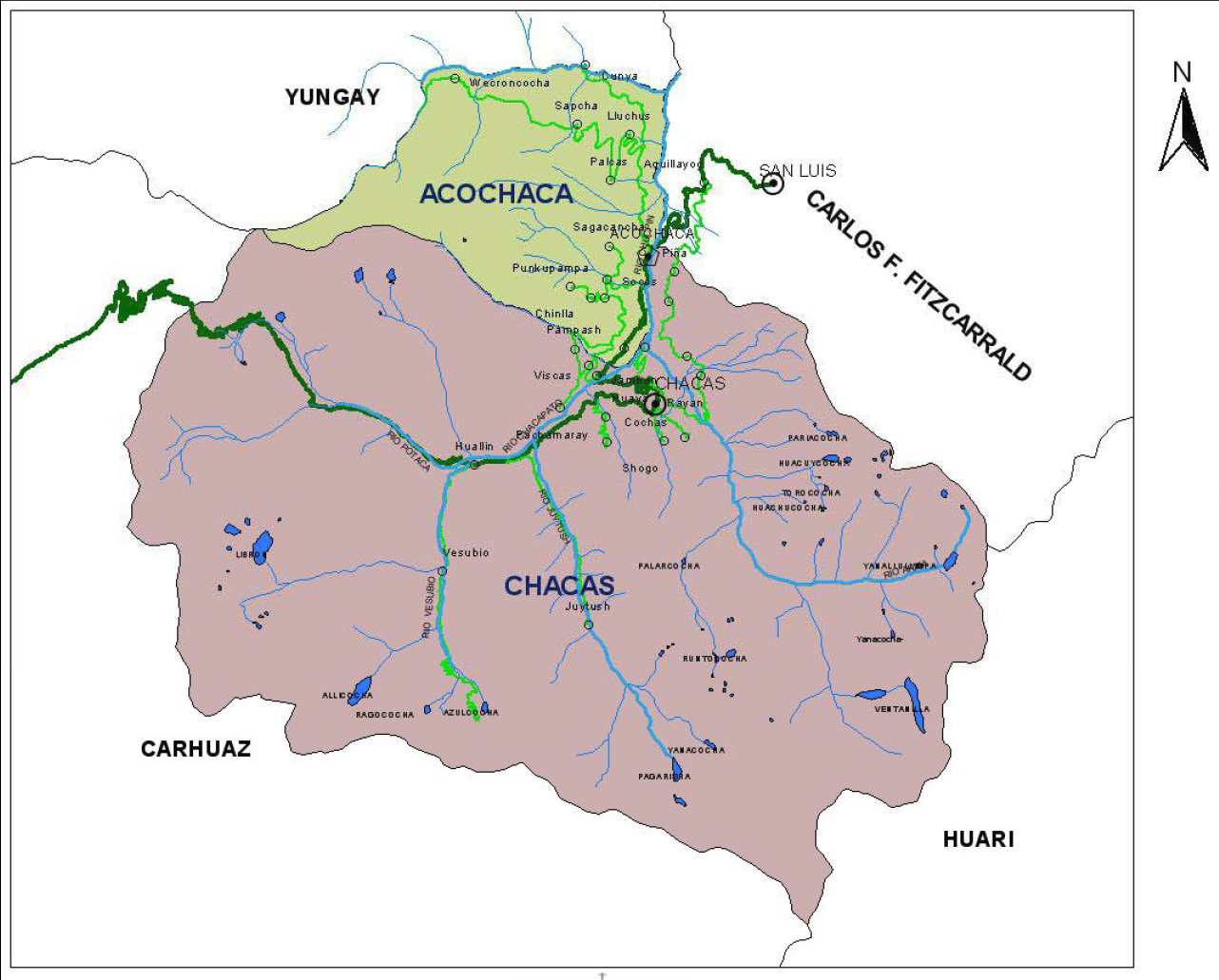

阿松森省（西班牙語：Provincia de Asunción），是秘魯的省份，位於該國北部安卡什大區，首府是查卡斯，建於1983年12月30日，面積529平方公里，2013年人口8,942，人口密度每平方公里16.90人。
9°09′33″S 77°21′51″W / 9.15917°S 77.36417°W